# Nasirabad (Distrikt)
Der Distrikt Nasirabad (Urdu ضلع نصیر آباد), auch Naseerabad (1987 bis 1990 Distrikt Tamboo), ist ein Verwaltungsdistrikt in der pakistanischen Provinz Belutschistan. Sitz der Distriktverwaltung ist die Stadt Dera Murad Jamali.

## Geographie
Der Distrikt liegt im Osten der Provinz Belutschistan. Die Topographie ist relativ flach und besteht zu großen Teilen aus einer Schwemmebene mit maximalen Erhebungen von 50 bis 170 Metern über Meeresniveau. Nach Norden hin nimmt die Höhe allmählich zu.

## Klima
Im Sommer können sehr hohe Temperaturen erreicht werden, während die Wintersaison mild ist. Die Luftfeuchtigkeit steigt im Sommer. Staubstürme treten im Sommer häufig auf. Den meisten Regen bringt der Monsun in den Monaten Juli und August.
|                       | Jan | Feb | Mär  | Apr | Mai  | Jun  | Jul | Aug | Sep  | Okt  | Nov  | Dez |   |      |
| Mittl. Tagesmax. (°C) | 22  | 28  | 31,6 | 39  | 41,9 | 43,3 | 39  | 55  | 36,8 | 33,9 | 30,4 | 23  | ⌀ | 35,4 |
| Mittl. Tagesmin. (°C) | 9   | 11  | 19   | 15  | 26   | 30   | 26  | 19  | 27   | 22   | 14   | 10  | ⌀ | 19   |
|                       |     |     |      |     |      |      |     |     |      |      |      |     |   |      |
| Niederschlag (mm)     | 4   | 8   | 4    | 3   | 3    | 5    | 22  | 16  | 3    | 1    | 1    | 4   | Σ | 74   |

| 9 |

| 11 |

| 19 |

| 15 |

| 26 |

| 30 |

| 26 |

| 19 |

| 27 |

| 22 |

| 14 |

| 10 |

| 9 |

| 11 |

| 19 |

| 15 |

| 26 |

| 30 |

| 26 |

| 19 |

| 27 |

| 22 |

| 14 |

| 10 |

## Geschichte
Nasirabad erhielt seinen Namen nach dem belutschischen Herrscher Nasir Khan Noori, der 1749–1794 das Khanat Kalat beherrschte und der heute eine der zentralen historischen Figuren der belutschischen Nationalidentität darstellt. In der zweiten Hälfte des 19. Jahrhunderts gelangte die Region Nasirabad unter die Oberhoheit Britisch-Indiens. Unter britischer Herrschaft war Nasirabad zunächst Teil Sibis, das im Jahr 1903 als eigener Distrikt organisiert wurde. Während der Zugehörigkeit zu Pakistan nach 1947 wurde Nasirabad 1974 ein eigener Distrikt. Zwischen Juli 1987 und Dezember 1990 trug der Distrikt den Namen Distrikt Tamboo nach der gleichnamigen Ortschaft, erhielt dann aber wieder seinen alten Namen.

## Verwaltungsgliederung
Der Distrikt war bei der Volkszählung 2017 administrativ in vier Tehsils unterteilt (Baba Kot, Chatta, Dera Murad Jamali, Tamboo).

## Demografie
| Jahr | Einwohnerzahl |
| ---- | ------------- |
| 1998 | 245.894       |
| 2017 | 490.538       |

Zwischen 1998 und 2017 wuchs die Bevölkerung um jährlich 3,66 %. Im Jahr 2017 lebten 487.847 Personen im Distrikt. Die Bevölkerungsdichte lag bei 144,04 Einwohnern/km². Das Geschlechterverhältnis war mit 106,47 Männern auf 100 Frauen deutlich unausgeglichen. 99,3 % gehörten dem Islam an, und eine sehr kleine Minderheit von 0,6 % waren Hindus. Die Alphabetisierungsrate lag bei 23,3 % (Männer 33,2 %, Frauen 13,0 %). Sprachlich-ethnisch war der Distrikt sehr heterogen. Die Muttersprachen waren zu 39,1 % Belutschisch, 22,9 % Brahui, 21,2 % Sindhi, 15,2 % Saraiki und 1,6 % andere Sprachen.

## Wirtschaft
Der meisten Arbeitnehmer sind in der Landwirtschaft beschäftigt.